# Kiang
Equus kiang
Espèce
Répartition géographique
Statut de conservation UICN

 LC  : Préoccupation mineure
Statut CITES
Le kiang (latin : Equus kiang), ou âne sauvage du Tibet est un équidé du sous-genre asinus (les ânes). C'est le plus grand des ânes sauvages, avec une taille moyenne au garrot de 1,40 m.
Extrêmement sauvage dans son milieu d'origine, il vit en grands troupeaux, dans les plaines durant l'hiver, sur le plateau tibétain, où il se nourrit de plantes salées. Sa population est estimée en 2008 à 60 ou 70 000 animaux, vivant à 90 % en Chine.

## Taxonomie
Certains auteurs ont fait de Equus kiang une sous-espèce de Equus hemionus : Equus hemionus kiang. Cependant, comme l'indique le rapport de l'UICN de 2002, « Il est désormais largement accepté, d'après les analyses morphologiques ainsi que des chromosomes et de l'ADN mitochondrial, que l'âne sauvage du Tibet, ou kiang (Equus kiang), est une espèce à part entière » (Ryder et Chemnick, 1990) ».
Equus kiang a probablement divergé de l'hémione voilà moins de 500 000 ans : la différence avec l'ADN mitochondrial de cette dernière espèce est de l'ordre de 1 %.

## Description
Le kiang mesure environ 1,40 m au garrot, pour 2,10 m de longueur, ce qui en fait la plus grande espèce d'âne sauvage existante. Sa queue mesure environ 50 cm. Il pèse entre 250 et 440 kg. Il est plus grand et de couleur plus contrastée que les autres ânes sauvages, en particulier que l'hémione, dont il est par ailleurs proche génétiquement et physiquement. 
Sa robe, dans les tons brun-roux, présente une démarcation claire entre la partie dorsale et la partie ventrale. Elle présente un changement de couleur saisonnier, devenant plus sombre l'hiver, lorsque le poil est long, et plus rousse l'été, lorsque le poil est court.
En tant que membre de la famille des équidés, le kiang dispose d'un sabot unique et large au bout de chaque membre.

## Habitat

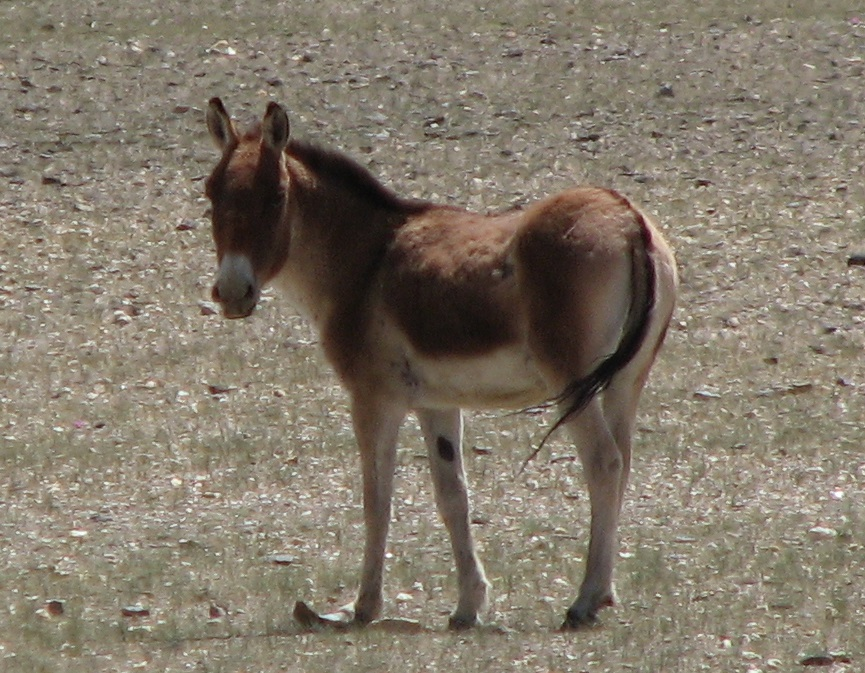
Kiang sauvage sur le plateau du Changtang

Le kiang, ou âne sauvage du Tibet, vit dans les steppes arides des hauts plateaux tibétains, jusqu'à 4 900 mètres d'altitude. Il a une préférence pour les habitats ouverts et secs, désertiques, semi-désertiques ou steppiques. Il est localisé en Chine, au Népal, au Bhoutan, au Pakistan, et en Inde. On dénombre entre 60 000 et 70 000 individus en 2008, mais il est rare de trouver plus de 40 sujets dans un groupe. En Chine, l'espèce est présente dans la province du Qinghai et la Région autonome du Tibet.

## Liste des sous-espèces
Selon Mammal Species of the World (version 3, 2005)  (20 déc. 2012) :
- sous-espèce Equus kiang holdereri Matschie 1911
- sous-espèce Equus kiang kiang Moorcroft 1841
- sous-espèce Equus kiang polyodon Hodgson 1847

Le statut de ces trois sous-espèces reste toutefois controversé.

## Menaces
Son habitat déjà réduit est gravement menacé par les peuplements miniers et les activités militaires.[réf. souhaitée]